# Песма Евровизије 2015.
Песма Евровизије 2015. (енгл. Eurovision Song Contest 2015; фр. Concours Eurovision de la chanson 2015) био је 60. по реду избор за Песму Евровизије. Одржан је у Бечу, главном граду Аустрије, захваљујући победи Кончите Вурст на Евровизији 2014. године у Копенхагену, са песмом Rise Like a Phoenix.‍ Аустрија је по други пут угостила такмичаре фестивала, а прво домаћинство имала је 1967. године. Емитер такмичења био је аустријски јавни сервис . Полуфиналне вечери биле су 19. и 21. маја 2015. године, а велико финале је одржано 23. маја 2015. године. Водитељи шоуа су били Мирјам Вајкселбраун, Алис Тумлер и Арабела Кизбауер.
На такмичењу је учествовало укупно 40 земаља, а као земље повратнице учешће су узели Кипар и Србија (након једногодишње паузе) те Чешка (након петогодишње паузе), док је Украјина ово такмичење прескочила због финансијских разлога и свеукупне политичке ситуације у земљи, од. Украјинске кризе. Дебитант 2015. године на Евровизији била је Аустралија, која је позвана као специјални гост поводом јубиларног издања Песме Евровизије и имала је директно место у финалу.
Након напетог процеса гласања базираног на додељивању поена од стране националног жирија и публике у омјеру 50:50, победу на такмичењу је однела Шведска са песмом Heroes , извођача Монса Селмерлева, док је Италија са песмом Grande amore освојила прво место по гласовима публике. Другопласирана је Полина Гагарина из Русије са песмом A Million Voices , а трећепласирана Италија. Шведска је, међутим, прикупивши већину гласова жирија добила довољно поена да надмаши вољу гледалаца. Ово је био први пут од 2009. године да победник није освојио и највише поена на телегласању. Шведска је остварила другу победу у последње четири године, а свеукупно шесту, те је постала прва земља која је такмичење тадашњег формата освојила два пута. Први пут на Евровизији десило се да топ четири такмичара освоје 200 поена или више. Руска песма A Million Voices постала је прва непобедничка песма која је добила више од 300 поена, док је италијанска композиција Grande amore била прва песма од 2012. године која се пласирала међу најбољом тројком, а која није отпевана на енглеском језику.
Аустрија и Немачка су постале прве државе које од 2003. године нису добиле ниједан поен у финалу. Аустрија је такође прва земља домаћин са освојених нула поена, те истовремено први домаћин и претходни победник који се пласирао као најгори још од 1958. године. Такмичење 2015. године било је најуспешнији резултат икада за представнике Црне Горе (откако је добила независност) и Чешке Републике.
Рекордних 197 милиона телевизијских гледалаца широм света пратило је такмичење, а овиме је оборен рекорд из 2014. године, и то за 2 милиона.‍‍ Први пут је шоу преношен уживо путем YouTube канала.

## Избор града домаћина

### Арена
Аустријски јавни сервис  је 6. августа 2014. године објавио да ће Беч бити домаћин Евровизије 2015. године. Такмичење је одржано у Бечкој градској дворани, у хали D (главна хала намењена углавном за концерте) која може да прими око 16.000 људи.‍

### Понуде и избор
После победе Аустрије на такмичењу 2014. године, аустријска делегација је објавила могућности да се такмичење одржи или у главном граду Аустрије Бечу, или у Салцбургу.‍ Поред Беча, Клагенфурт, Инзбрук, Доња Аустрија, Грац, Горња Аустрија, Бургенланд и Форарлберг исказали су интересовање за домаћинство такмичења, док је касније Салцбургу онемогућено даље учешће у фази надметања, највише из финансијских разлога, тј. због тога што није могао да се суочи са огромним трошковима.‍
Беч, главни град Аустрије, већ у почетку је сматран најозбиљнијом понудом у утрци за домаћина. Беч је у понуди имао две арене: 1. Бечку градску дворану, која је домаћин годишњег тениског турнира АТП Беч 2015. године и која је мноштво других концерата и догађаја током целе године имала у плану; 2. центар за одржавање трговинских сајмова Месе. Ове две арене имају капацитет од око 16.000 места, од. 30.000 места, док су у утрци као озбиљни кандидати такође били и Спортска дворана и Рекреативни центар Шварцл у Грацу, другом највећем аустријском граду. Са максималним капацитетом од око 30.000 посетилаца, Стадион Вертерзе смештен у Клагенфурту такође се прикључио утрци за домаћина такмичења 2015. године. Међутим, овај стадион је захтевао изградњу крова како би одржавање Евровизије било могуће, што је био велики хендикеп. Инзбрук је понудио своју Олимпијску дворану, место на ком су се одржали хокеј на леду и уметничко клизање Зимских олимпијских игара 1964. и 1976. године. Пети град, Линц, придружио се могућим домаћинима са Брукнерхаусом, али ова дворана — међутим — није била довољно велика за одржавање Евровизије. Смештен недалеко од Линца, аустријски Велс је такође исказао жељу за домаћинством.‍ Оберварт, са изложбеном двораном Форарлберг, од. Земаљским позориштем Ворарлберг, био је последњи град са исказаним интересовањем.
 и Европска радиодифузна унија (ЕБУ), 29. маја 2014. године објавили су одређене услове и детаље које дворана која ће да угости такмичење мора да испоштује.‍‍ ORF је захтевао да заинтересовани градови свој одговор о (не)могућности задовољавања услова доставе до 13. јуна 2014. године.‍
- Речено је да дворана мора да буде спремна барем шест до седам недеља пре заказаног датума такмичења, те слободна једну недељу после затварања манифестације.
- Изабрана дворана не сме да буде отвореног типа, већ мора да има кров и да буде климатизована зграда са капацитетом од најмање 10.000 посетилаца и висином крова од минимално 15 m, који ће да буде светлосно и звучно изолован.
- Тзв. „гринрум” (тип евровизијског бекстејџа) треба да буде лоциран у самој арени (или што ближе то боље), са капацитетом од 300 места.
- Такође је потребно да арена има и додатну просторију минималне површине 6.000 m², која ће да садржи два кетеринг-штанда, собу за надгледање, собе за шминкање, гардеробе, те кабине за отприлике 50 коментатора.
- Засебни уреди, који би морали да буду отворени између 11. и 24. маја 2015. године, са површином од минимално 4.000 m², планирано је да угосте центар за прес, а њихов капацитет треба да буде најмање 1.500 новинара.‍[8]

Након истека унапред одређеног рока, 13. јуна 2014. године ОРФ је објавио 12 арена заинтересованих за домаћинство Евровизије 2015. године, које испуњавају потребне услове;‍ ORF је 21. јуна 2015. године објавио да три града (Беч, Инзбрук и Грац) у финалној фази надметања улазе у ужи избор за домаћинство.‍‍‍ Такмичење је у почетку било заказано за 12, 14. и 16. мај 2015. године (прво полуфинале, друго полуфинале и финале), али ови датуми касније су померени за недељу дана како би се домаћини боље припремили.‍
Дакле, 6. августа 2014. године коначно је одређено да ће домаћин бити главни град Аустрије, а изабрана арена била је Бечка градска дворана.
| Инзбрук                                                                                         | Велс                                                  | Беч                                  | Беч                                                                                           |
| ----------------------------------------------------------------------------------------------- | ----------------------------------------------------- | ------------------------------------ | --------------------------------------------------------------------------------------------- |
| Олимпијска дворана                                                                              | Месехале                                              | Шенбрун                              | Бечка градска дворана (хала )                                                                 |
| Капацитет: 10.000                                                                               | Капацитет: —                                          | Капацитет: 1.000                     | Капацитет: 16.152                                                                             |
|                                                                                                 |                                                       |                                      |                                                                                               |
| Домаћин уметничког клизања и хокеја на леду на Зимским олимпијским играма 1964. и 1976. године. |                                                       |                                      | Домаћин годишњег Отвореног првенства Беча у тенису и других догађаја током целе 2015. године. |
| Беч                                                                                             | БечВелсГрацИнзбрукКлагенфуртОберварт                  | БечВелсГрацИнзбрукКлагенфуртОберварт | Беч                                                                                           |
| Аеродром Беч                                                                                    | БечВелсГрацИнзбрукКлагенфуртОберварт                  | БечВелсГрацИнзбрукКлагенфуртОберварт | Хелденплац                                                                                    |
| Капацитет: —                                                                                    | БечВелсГрацИнзбрукКлагенфуртОберварт                  | БечВелсГрацИнзбрукКлагенфуртОберварт | Капацитет: —                                                                                  |
|                                                                                                 | БечВелсГрацИнзбрукКлагенфуртОберварт                  | БечВелсГрацИнзбрукКлагенфуртОберварт |                                                                                               |
|                                                                                                 | БечВелсГрацИнзбрукКлагенфуртОберварт                  | БечВелсГрацИнзбрукКлагенфуртОберварт |                                                                                               |
| Беч                                                                                             | БечВелсГрацИнзбрукКлагенфуртОберварт                  | БечВелсГрацИнзбрукКлагенфуртОберварт | Беч                                                                                           |
| Нова концертна дворана Ној Маркс                                                                | БечВелсГрацИнзбрукКлагенфуртОберварт                  | БечВелсГрацИнзбрукКлагенфуртОберварт | Дворана Маркс                                                                                 |
| Капацитет: —                                                                                    | БечВелсГрацИнзбрукКлагенфуртОберварт                  | БечВелсГрацИнзбрукКлагенфуртОберварт | Капацитет: —                                                                                  |
|                                                                                                 |                                                       |                                      |                                                                                               |
|                                                                                                 |                                                       |                                      |                                                                                               |
| Беч                                                                                             | Клагенфурт                                            | Грац                                 | Оберварт                                                                                      |
| Трабренбан Крио                                                                                 | Стадион Вертерзе                                      | Спортска дворана                     | Месецентрум                                                                                   |
| Капацитет: —                                                                                    | Капацитет: 30.000                                     | Капацитет: 11.000                    | Капацитет: 6.000                                                                              |
|                                                                                                 |                                                       |                                      |                                                                                               |
|                                                                                                 | Један од стадиона домаћина ЕП у фудбалу 2008. године. | Домаћин ЕП у рукомету 2010. године.  |                                                                                               |

| Град‍              | Арена‍                            | Капацитет         | Напомене‍                                                                                        |
| Градови кандидати‍‍ | Градови кандидати‍‍                | Градови кандидати‍‍ | Градови кандидати‍‍                                                                               |
| ----------------- | -------------------------------- | ----------------- | ----------------------------------------------------------------------------------------------- |
| Беч               | Бечка градска дворана (хала )    | 16.152            | Домаћин годишњег Отвореног првенства Беча у тенису и других догађаја током целе 2015. године.   |
| Грац              | Спортска дворана                 | 11.000            | Домаћин ЕП у рукомету 2010. године.                                                             |
| Инзбрук           | Олимпијска дворана               | 10.000            | Домаћин уметничког клизања и хокеја на леду на Зимским олимпијским играма 1964. и 1976. године. |
| Неуспели покушаји‍‍ |                                  |                   |                                                                                                 |
| Беч               | Шенбрун                          | 1.000             | —                                                                                               |
| Беч               | Аеродром Беч                     |                   | —                                                                                               |
| Беч               | Хелденплац                       |                   | —                                                                                               |
| Беч               | Нова концертна дворана Ној Маркс |                   | —                                                                                               |
| Беч               | Дворана Маркс                    |                   | —                                                                                               |
| Беч               | Трабренбан Крио                  |                   | —                                                                                               |
| Велс              | Месехале                         |                   | —                                                                                               |
| Клагенфурт        | Стадион Вертерзе                 | 30.000            | Један од стадиона домаћина ЕП у фудбалу 2008. године.                                           |
| Оберварт          | Месецентрум                      | 6.000             | —                                                                                               |

### Занимљивости

#### Семафори у Бечу
Град Беч је уочи такмичења по многим улицама привремено поставио нове семафоре, који су приказивали истосполне парове који се држе за руке или грле. Ово је уведено као део теме Евровизије 2015. године, у вези са толеранцијом и уважавањем мишљења других.‍
Семафори истог дизајна — заштићеног ауторским правима – под кампањом Ampelpärchen (срп. „парови у семафору”) појавили су се у јуну 2015. године, у Салцбургу и Линцу. У Салзбургу, иницијатива SoHo и градоначелник социјалних демократа Шаден промовисали су промену ЛЕД лампи. У Линцу су семафоре финансирали спонзори које је потпомагао Фејсбук, али су исти уклоњени — без сагласности грађана — а од стране новог министра из партије ФПО, на почетку децембра 2015. године.‍‍‍‍

#### Статистички подаци
Око 2500 тона материјала је уз помоћ 250 камиона достављено за уређење Бечке градске дворане. 1400 рефлектора осветљавало је дворану у току такмичења, а 20 km кабла искоришћено је за повезивање 5000 утичница. Бина је била висока 14,3 m, а широка 44 метра. 700 људи је радило на организацији шоуа у току директног преноса, док су стотине запосленика са још око 800 волонтера имали задужења везана за места на којима је боравила публика, као и за кетеринг. 26 врхунских камера је снимало цели спектакл, а процењује се да је било присутно 1700 регистрованих новинара, са око 10.000 гледалаца који су уживо пратили изведбе такмичара.‍

## Формат
Такмичење се састојало из два полуфинала и финала, што је формат коришћен још од 2008. године. Десет земаља са највишим резултатима се квалификовало за велико финале и придружило аутоматским финалистима: домаћину Аустрији, тзв. „великој петорки” коју чине Француска, Немачка, Италија, Шпанија и Уједињено Краљевство, те новопозваној учесници Аустралији.‍
Свака земља учесница имала је свој национални жири, састављен од пет професионалних чланова са занимањем везаним за музичку индустрију. Сваки члан уваженог националног жирија морао је да оцени сваку песму, осим оне која је представљала његову/њену земљу. Резултати гласања сваког члана појединог националног жирија су комбиновани како би се добио укупан пласман од првог до последњег места. Слично, резултати телегласања су такође интерпретирани као коначан поредак, узимајући у обзир резултате пуног гласања за разлику од гласања жирија које се броји за прву десеторку. Комбинација укупних гласова жирија и укупних гласова публике одредила је укупан пласман свих учесника. Песма која је освојила највише поена по овом укупном пласману добијала је 12 поена, док је десета најбоља добијала 1 поен.‍ У вези са телегласањем (недовољна количина гласова / технички проблеми) или погрешкама жирија (технички проблеми / кршење правила), само један од ова два случаја је могао да буде у оптицају ако се желело гласати са стопостотним уделом гласова жирија, од. публике.‍‍

### Жреб за полуфинале
Жреб за полуфинале је био одржан 26. јануара 2015. године у Бечу, у Градској већници, са домаћинима Анди Кнол и Кати Белович.‍ Земље учеснице, сем директних финалиста (домаћина Аустрије, велике петорке и Аустралије), биле су подељене у пет шешира, формираних на основу историјата размене поена међу државама у последњих 10 година, по чему су касније извучени учесници по полуфиналима.‍
Састав шешира је био следећи:
| Шешир број 1                                                                      | Шешир број 2                                                          | Шешир број 3                                                                  | Шешир број 4                                               | Шешир број 5                                                  |
| --------------------------------------------------------------------------------- | --------------------------------------------------------------------- | ----------------------------------------------------------------------------- | ---------------------------------------------------------- | ------------------------------------------------------------- |
| - Албанија - БЈР македонија - Малта - Словенија - Србија - Црна Гора - Швајцарска | - Данска - Естонија - Исланд - Летонија - Норвешка - Финска - Шведска | - Азербејџан - Белорусија - Грузија - Израел - Јерменија - Литванија - Русија | - Белгија - Грчка - Ирска - Кипар - Сан Марино - Холандија | - Мађарска - Молдавија - Пољска - Португал - Румунија - Чешка |

### Одређивање стартних позиција
Домаћин ORF је — са продуцентима (ЕБУ извршни супервизор и референтна група) — одредио финални редослед наступā земаља учесница по полуфиналима и у финалу, што је и случај са такмичењима од 2013. године, за разлику од система одабира жребом коришћеног на Евровизији до 2012. године. Тако је једино наступ земље домаћина одређен жребом. Домаћин Аустрија је своју стартну позицију објавила 16. марта 2015. године, након што су се челници делегација састали и одлучили да њихова земља наступа под редним бројем 14.‍ Коначан редослед полуфиналних наступа објављен је 23. марта 2015. године. Одлучено је да ће Молдавија отворити прво полуфинале, а Литванија друго. Редослед такмичара за велико финале објављен је убрзо након прес-конференције коју су одржали победници полуфинала, са Словенијом одабраном да отвори такмичење и Италијом да наступа као последња.‍

### Графички дизајн
Дана 31. јула 2014. године ЕБУ је представио нови редизајнирани лого као знак прославе 60-годишњице такмичења.‍ 11. септембра 2014. је објављено да ће слоган за 2015. годину гласити „Градимо мостове” (енгл. Building Bridges). Генерални директор ORF-а, Александер Врабец, коментарисао је у вези са одабирањем баш овог слогана и рекао следеће: „Музичким шоуом у Бечу желимо да музика гради мостове преко граница, култура и језика. У светлу уједињујуће снаге овог великог заједничког европског догађаја, позивамо све да граде мостове и спајају руке.”‍ Један од начина на који је слоган разоткривен води до почетка финала манифестације, када су уметници представили закривљену структуру у арени која је — у ствари — била симулација „магичног моста” светлости.‍ Графички дизајн овог такмичења представљен је 25. новембра 2014. године, од стране ЕБУ.‍ Тема се састоји из сфера поређаних у облику таласа, што је симболизовало различитост и „мостовну повезаност” и наводило људе да доживе овај осећај на константној бази. Бојама теме желео је да се истакне индивидуализам, истовремено представљајући градњу музичких мостова и различитост и разноликост уметника, песама и публике. Тема графичког дизајна је била укључена у све делове такмичења, као што су униформе особља, графика на телевизорима, те рекламни спотови и пропагандни програм.‍
Разгледнице овогодишњег такмичења такође сведоче о присутности слогана „Градимо мостове”. На разгледницама, сваки видео-клип са појединим учесником базиран је на примању кутије у којој се он позива у домаћинску земљу Аустрију. Тачније, позивница је за регион који се налази у земљи домаћину, са укључених свих девет аустријских савезних држава. Прича се наставља на начин да учесници свој пут следе до једне од држава, са задатком да остваре самоиспуњење. Задатак на путовањима варира од културе до спорта, од економије до науке и од традиције до модерног.‍
На такмичењу 2015. године, сви хасхтагови за земље учеснице су били одређени ISO 3166-1 alpha-3 кодовима за државе и приказани на телевизијским екранима после енглеског имена земље која тренутно наступа. На пример, прва земља у првом полуфиналу — Молдавија, која би иначе била приказана као 01 Moldova, на екрану је постала 01 Моldova #MDA, у складу са новонасталим стилским променама. Након што су хасхтагови коришћени на Твитеру, они су постали хасхфлагови, и појављивали су се као пратња симболу срца са заставом земље (хасхтага).‍

### Водитељи(це)
Дана 19. децембра 2014. године ORF је одредио да ће састав водитеља чинити женски трио: Мирјам Вајкселбраун, Алис Тумлер и Арабела Кизбауер. Ово је био први пут да састав водитеља чине три жене. Победник Песме Евровизије 2014, Кончита Вурст, био је домаћин у гринруму (бекстејџу).‍ По први пут од одржавања Евровизије 2007. године, сви водитељи су међусобно могли да се споразумеју на завидном нивоу познавања француског језика, другог језика ЕБУ.

### Национална телевизија емитер
Током првом састанка између домаћинског емитера ORF и ЕБУ у мају 2014. године, представници основног организационог тима су одабрани. Едгар Бем, који је на челу продукције забавног програма -а, проглашен је извршним продуцентом.‍

## Земље учеснице
Дана 23. децембра 2014. године објављено је првобитно да ће на такмичењу 2015. учествовати 39 земаља.‍ Представници Кипра и Србије вратили су се након једногодишње паузе, а представници Чешке након петогодишње паузе. Украјина је објавила повлачење са такмичења због нестабилне политичке ситуације у земљи.‍

### Позив Аустралије
Дана 10. фебруара 2015. године ЕБУ је објавио да је позвао Аустралију да учествује у финалу такмичења, са могућношћу изабирања представника преко јавног сервиса SBS, који тридесетак година преноси ово такмичење на подручју Аустралије.‍ Специјалне околности око доласка Аустралијанаца и доношење одлуке да се не умањују шансе полуфиналиста, довели су до тога да организатори допусте Аустралији да се такмичи директно у великом финалу. Аустралија је добила право на учешће само 2015. године, у част прославе 60. годишњице такмичења. Договор је био да уколико би Аустралија победила, била би јој пружена могућност учествовања 2016. године, а организатор би био SBS, с тим да би се такмичење одржало у европском граду по њиховом избору. ЕБУ је тада изразио и могућност позивања земаља ван подручја Европе да учествују на такмичењу. Учешће Аустралије је повећало број учесника у финалу на 27. Ово је постао највећи број учесника у финалу у историји такмичења,‍‍ те први пут да земља из Океаније учествује на такмичењу.‍

### Листа земаља учесница
| Држава               | Емитер               | Извођач(и)                        | Песма                        | Језик              | Аутор(и)                                                                                        |
| -------------------- | -------------------- | --------------------------------- | ---------------------------- | ------------------ | ----------------------------------------------------------------------------------------------- |
| Азербејџан           | ИТВ                  | Елнур Хусејнов                    | Hour of the Wolf             | енглески           | Сандра Бјурман Николас Ребшер Никлас Лиф Лина Хансон                                            |
| Албанија             | РТШ                  | Ељхаида Дани                      | I'm Alive                    | енглески           | Арбер Ељшани Кристијан Лекај Сокољ Марси                                                        |
| Аустралија           | СБС                  | Гај Себастијан                    | Tonight Again                | енглески           | Гај Себастијан Дејвид Рајан Херис Луј Шорл                                                      |
| Аустрија             | ОРФ                  | The Makemakes                     | I Am Yours                   | енглески           | Џими Хари Доминик Мирер Паул Естреља Флоријан Мејндл Маркус Крист                               |
| Белгија              | РТБФ                 | Лоак Ноте                         | Rhythm Inside                | енглески           | Лук Кокс Лоак Ноте Беверли Џо Скот                                                              |
| Белорусија           | БТ                   | Узари и Мајмуна                   | Time                         | енглески           | Узари Герилана Мајмуна                                                                          |
| Грузија              | ГПБ                  | Нина Сублати                      | Warrior                      | енглески           | Нина Сублати Томас Џисон                                                                        |
| Грчка                | НЕРИТ                | Марија Елена Киријаку             | One Last Breath              | енглески           | Ефтивулос Теохарус Марија Елена Киријаку Вангелис Константинидис Евелина Цијора                 |
| Данска               | ДР                   | Anti Social Media                 | The Way You Are              | енглески           | Реме Чиф 1                                                                                      |
| Естонија             | ЕРР                  | Елина Борн и Стиг Раста           | Goodbye to Yesterday         | енглески           | Стиг Раста                                                                                      |
| Израел               | ИБА                  | Надав Гуеђ                        | Golden Boy                   | енглески           | Дорон Медали                                                                                    |
| Ирска                | РТЕ                  | Моли Стерлинг                     | Playing with Numbers         | енглески           | Моли Стерлинг Грег Френч                                                                        |
| Исланд               | РУВ                  | Марија Олафс                      | Unbroken                     | енглески           | Асгејр Ори Асгејрсон Палми Рагнар Асгејрсон Себор Кристијансон Марија Олафс                     |
| Италија              | Раи                  | Il Volo                           | Grande amore                 | италијански        | Франческо Бочија Чиро Томи Еспосито                                                             |
| Јерменија            | АМПТВ                | Genealogy                         | Face the Shadow              | енглески           | Армен Мартиросјан Ина Мкртчјан                                                                  |
| Кипар                | РИК                  | Џон Карајанис                     | One Thing I Should Have Done | енглески           | Мајк Конарис Џон Карајанис                                                                      |
| Летонија             | ЛТВ                  | Амината                           | Love Injected                | енглески           | Амината Савадого                                                                                |
| Литванија            | ЛРТ                  | Моника Линките и Ваидас Баумила   | This Time                    | енглески           | Витаутас Бикус Моника Љубинаите                                                                 |
| Мађарска             | Дуна                 | Боги                              | Wars for Nothing             | енглески           | Арон Себастијан Богларка Чемер Сара Хелен Бори                                                  |
| Македонија           | МРТ                  | Данијел Кајмакоски                | Autumn Leaves                | енглески           | Јоаким Персон Роберт Билбилов                                                                   |
| Малта                | ПБС                  | Амбер                             | Warrior                      | енглески           | Елтон Зарб Мет Муксу Мерсијека                                                                  |
| Молдавија            | ТРМ                  | Едуард Ромањута                   | I Want Your Love             | енглески           | Ерик Левандер Хејли Ејткен Том Ендруз                                                           |
| Немачка              | НДР                  | Анзофи                            | Black Smoke                  | енглески           | Мајкл Харвуд Ела Мекмехон Тонино Специјале                                                      |
| Норвешка             | НРК                  | Мерланд и Дебра Скарлет           | A Monster Like Me            | енглески           | Ћетил Мерланд                                                                                   |
| Пољска               | ТВП                  | Моника Кушињска                   | In the Name of Love          | енглески           | Јакуб Рачињски Моника Кушињска                                                                  |
| Португал             | РТП                  | Леонор Андраде                    | Há um mar que nos separa     | португалски        | Мигел Гамеиро                                                                                   |
| Румунија             | ТВР                  | Voltaj                            | De la capăt (All over Again) | румунски, енглески | Калин Гоја Габријел Константин Адријан Кристеску Силвију Маријан Падурару Виктор Разван Алстари |
| Русија               | ВГТРК                | Полина Гагарина                   | A Million Voices             | енглески           | Габријел Аларес Леонид Гуткин Јоаким Бјорнберг Катрина Норберген Владимир Матетски              |
| Сан Марино           | СМРТВ                | Анита Симончини и Микеле Перниола | Chain of Lights              | енглески           | Ралф Зигел Џон О’Флин                                                                           |
| Словенија            | РТВ СЛО              | Maraaya                           | Here for You                 | енглески           | Алеш Вовк Марјетка Вовк Чарли Мејсон                                                            |
| Србија               | РТС                  | Бојана Стаменов                   | Beauty Never Lies            | енглески           | Владимир Граић Чарли Мејсон                                                                     |
| Уједињено Краљевство | ББЦ                  | Electro Velvet                    | Still in Love with You       | енглески           | Дејвид Миндел Адријан Бакс Вајт                                                                 |
| Финска               | Уле                  | PKN                               | Aina mun pitää               | фински             | PKN                                                                                             |
| Француска            | Француска телевизија | Лиза Анжел                        | N'oubliez pas                | француски          | Мишел Ијуз Мојз Алберт Лоре Изон                                                                |
| Холандија            | АВРОТРОС             | Трајнтје Остерхојс                | Walk Along                   | енглески           | Тобијас Карлсон Анук Теве                                                                       |
| Црна Гора            | РТЦГ                 | Кнез                              | Адио                         | црногорски         | Жељко Јоксимовић Дејан Ивановић Марина Туцаковић                                                |
| Чешка                | ЧТ                   | Марта Јандова и Вацлав Ноид Барта | Hope Never Dies              | енглески           | Вацлав Ноид Барта Тереза Шоралова                                                               |
| Швајцарска           | СРГ ССР              | Мелани Рене                       | Time to Shine                | енглески           | Мелани Рене                                                                                     |
| Шведска              | СВТ                  | Монс Селмерлев                    | Heroes                       | енглески           | Алтон Малмберг Хорд аф Сегерстад Џој Деб Линеа Деб                                              |
| Шпанија              | РТВЕ                 | Едурне                            | Amanecer                     | шпански            | Тони Санчез Олсон Питер Бостром Томас Џисон                                                     |

### Извођачи  који су учествовали раније
| Извођач                                 | Држава     | Претходни наступи                             |
| --------------------------------------- | ---------- | --------------------------------------------- |
| Елнур Хусејнов                          | Азербејџан | 2008. (са Самиром Џавадзадеом)                |
| Инга Аршакјан (чланица групе Genealogy) | Јерменија  | 2009. (са Ануш Аршакјан)                      |
| Микеле Перниола                         | Сан Марино | ДПЕ 2013.                                     |
| Анита Симончини                         | Сан Марино | ДПЕ 2014. (као чланица групе The Peppermints) |
| Узари                                   | Белорусија | 2011. (као пратећи вокал)                     |
| Амбер                                   | Малта      | 2012. (као пратећи вокал)                     |

## Преглед такмичења

### Прво полуфинале
16 земаља је учествовало у првом полуфиналу. Право гласа такође су имали и публика и чланови жирија из Аустралије,‍ Аустрије, Француске и Шпаније.‍
| #‍‍  | Држава     | Извођач(и)‍                | Песма | Пласман | Поени |
| -- | ---------- | ------------------------- | ----- | ------- | ----- |
| 01 | Молдавија  | Едуард Ромањута           |       | 11.     | 41    |
| 02 | Јерменија  | Genealogy                 |       | 7.      | 77    |
| 03 | Белгија    | Лоак Ноте                 |       | 2.      | 149   |
| 04 | Холандија  | Трајнтје Остерхојс        |       | 14.     | 33    |
| 05 | Финска     | Pertti Kurikan Nimipäivät |       | 16.     | 13    |
| 06 | Грчка      | Марија Елена Киријаку     |       | 6.      | 81    |
| 07 | Естонија   | Елина Борн и Стиг Раста   |       | 3.      | 105   |
| 08 | Македонија | Данијел Кајмакоски        |       | 15.     | 28    |
| 09 | Србија     | Бојана Стаменов           |       | 9.      | 63    |
| 10 | Мађарска   | Боги                      |       | 8.      | 67    |
| 11 | Белорусија | Узари и Мајмуна           |       | 12.     | 39    |
| 12 | Русија     | Полина Гагарина           |       | 1.      | 182   |
| 13 | Данска     | Anti Social Media         |       | 13.     | 33    |
| 14 | Албанија   | Ељхаида Дани              |       | 10.     | 62    |
| 15 | Румунија   | Voltaj                    |       | 5.      | 89    |
| 16 | Грузија    | Нина Сублати              |       | 4.      | 98    |

### Друго полуфинале
17 земаља је учествовало у другом полуфиналу. Право гласа такође су имали и публика и чланови жирија из Аустралије,‍ Немачке, Италије и Уједињеног Краљевства.‍
| #‍‍  | Држава     | Извођач(и)‍                        | Песма | Пласман | Поени |
| -- | ---------- | --------------------------------- | ----- | ------- | ----- |
| 01 | Литванија  | Моника Линките и Вајдас Баумила   |       | 7.      | 67    |
| 02 | Ирска      | Моли Стерлинг                     |       | 12.     | 35    |
| 03 | Сан Марино | Микеле Перниола и Анита Симончини |       | 16.     | 11    |
| 04 | Црна Гора  | Кнез                              |       | 9.      | 57    |
| 05 | Малта      | Амбер                             |       | 11.     | 43    |
| 06 | Норвешка   | Мерланд и Дебра Скарлет           |       | 4.      | 123   |
| 07 | Португал   | Леонор Андраде                    |       | 14.     | 19    |
| 08 | Чешка      | Марта Јандова и Ваклав Ноид Барта |       | 13.     | 33    |
| 09 | Израел     | Надав Гуеђ                        |       | 3.      | 151   |
| 10 | Летонија   | Амината                           |       | 2.      | 155   |
| 11 | Азербејџан | Елнур Хусејнов                    |       | 10.     | 53    |
| 12 | Исланд     | Марија Олафс                      |       | 15.     | 14    |
| 13 | Шведска    | Монс Селмерлев                    |       | 1.      | 217   |
| 14 | Швајцарска | Мелани Рене                       |       | 17.     | 4     |
| 15 | Кипар      | Џон Карајанис                     |       | 6.      | 87    |
| 16 | Словенија  | Maraaya                           |       | 5.      | 92    |
| 17 | Пољска     | Моника Кушињска                   |       | 8.      | 57    |

### Финале
| #‍  | Држава               | Извођач(и)                      | Песма | Пласман | Поени |
| -- | -------------------- | ------------------------------- | ----- | ------- | ----- |
| 01 | Словенија            | Maraaya                         |       | 14.     | 39    |
| 02 | Француска            | Лиза Анжел                      |       | 25.     | 4     |
| 03 | Израел               | Надав Гуеђ                      |       | 9.      | 97    |
| 04 | Естонија             | Елина Борн и Стиг Раста         |       | 7.      | 106   |
| 05 | Уједињено Краљевство | Electro Velvet                  |       | 24.     | 5     |
| 06 | Јерменија            | Genealogy                       |       | 16.     | 34    |
| 07 | Литванија            | Моника Линките и Вајдас Баумила |       | 18.     | 30    |
| 08 | Србија               | Бојана Стаменов                 |       | 10.     | 53    |
| 09 | Норвешка             | Мерланд и Дебра Скарлет         |       | 8.      | 102   |
| 10 | Шведска              | Монс Селмерлев                  |       | 1.      | 365   |
| 11 | Кипар                | Џон Карајанис                   |       | 22.     | 11    |
| 12 | Аустралија‍           | Гај Себастијан                  |       | 5.      | 196   |
| 13 | Белгија              | Лоак Ноте                       |       | 4.      | 217   |
| 14 | Аустрија             | The Makemakes                   |       | 26.     | 0     |
| 15 | Грчка                | Марија Елена Киријаку           |       | 19.     | 23    |
| 16 | Црна Гора            | Кнез                            |       | 13.     | 44    |
| 17 | Немачка              | Анзофи                          |       | 27.     | 0     |
| 18 | Пољска               | Моника Кушињска                 |       | 23.     | 10    |
| 19 | Летонија             | Амината                         |       | 6.      | 186   |
| 20 | Румунија             | Voltaj                          |       | 15.     | 35    |
| 21 | Шпанија              | Едурне                          |       | 21.     | 15    |
| 22 | Мађарска             | Боги                            |       | 20.     | 19    |
| 23 | Грузија              | Нина Сублати                    |       | 11.     | 51    |
| 24 | Азербејџан           | Елнур Хусејнов                  |       | 12.     | 49    |
| 25 | Русија               | Полина Гагарина                 |       | 2.      | 303   |
| 26 | Албанија             | Ељхаида Дани                    |       | 17.     | 34    |
| 27 | Италија              | Il Volo                         |       | 3.      | 292   |

Напомене:

1. 1 2

## Резултати
У следећим табелама налазе се детаљнији статистички подаци о резултатима гласања по државама.

### Резултати првог полуфинала
| Начин гласања: 50% жири и телегласање 100% жири | Начин гласања: 50% жири и телегласање 100% жири | Резултати гласања‍ | Резултати гласања‍ | Резултати гласања‍ | Резултати гласања‍ | Резултати гласања‍ | Резултати гласања‍ | Резултати гласања‍ | Резултати гласања‍ | Резултати гласања‍ | Резултати гласања‍ | Резултати гласања‍ | Резултати гласања‍ | Резултати гласања‍ | Резултати гласања‍ | Резултати гласања‍ | Резултати гласања‍ | Резултати гласања‍ | Резултати гласања‍ | Резултати гласања‍ | Резултати гласања‍ | Резултати гласања‍ |
| Начин гласања: 50% жири и телегласање 100% жири | Начин гласања: 50% жири и телегласање 100% жири | Укупан бр. поена  | ФИН               | ГРЧ               | РУМ               | БЛР               | АЛБ               | МОЛ               | СРБ               | ДАН               | БЕЛ               | ФРА               | ЈЕР               | АУС               | ШПА               | АУТ               | МАК               | МАЂ               | ХОЛ               | РУС               | ЕСТ               | ГРУ               |
| Такмичари                                       | Молдавија                                       | 41                |                   |                   | 8                 | 5                 | 2                 |                   | 5                 |                   |                   |                   | 6                 |                   |                   |                   | 5                 |                   |                   |                   |                   | 10                |
| Такмичари                                       | Јерменија                                       | 77                |                   | 7                 | 1                 | 7                 | 5                 | 4                 |                   |                   | 12                | 5                 |                   |                   | 4                 |                   | 7                 |                   | 5                 | 12                |                   | 8                 |
| Такмичари                                       | Белгија                                         | 149               | 12                | 6                 | 7                 | 6                 | 6                 | 5                 | 7                 | 12                |                   | 12                | 1                 | 8                 | 10                | 6                 | 6                 | 10                | 12                | 8                 | 10                | 5                 |
| Такмичари                                       | Холандија                                       | 33                | 3                 |                   | 3                 |                   | 1                 |                   |                   | 7                 | 6                 | 2                 |                   |                   | 3                 |                   | 1                 |                   |                   |                   | 5                 | 2                 |
| Такмичари                                       | Финска                                          | 13                |                   |                   |                   | 1                 |                   |                   | 4                 | 2                 |                   |                   |                   |                   |                   |                   |                   | 2                 |                   |                   | 4                 |                   |
| Такмичари                                       | Грчка                                           | 81                | 2                 |                   | 6                 | 3                 | 12                | 3                 | 6                 |                   | 3                 | 3                 | 8                 | 6                 | 2                 | 4                 | 4                 | 3                 | 6                 | 5                 | 1                 | 4                 |
| Такмичари                                       | Естонија                                        | 105               | 8                 | 4                 | 2                 | 8                 |                   | 2                 | 2                 | 8                 | 5                 | 4                 | 4                 | 5                 | 12                | 10                | 2                 | 8                 | 8                 | 10                |                   | 3                 |
| Такмичари                                       | Македонија                                      | 28                |                   |                   |                   |                   | 10                | 1                 | 12                |                   |                   |                   |                   | 3                 |                   |                   |                   |                   |                   |                   | 2                 |                   |
| Такмичари                                       | Србија                                          | 63                | 4                 | 2                 |                   | 4                 |                   |                   |                   | 1                 |                   | 1                 | 5                 | 12                |                   | 7                 | 12                | 4                 | 7                 | 4                 |                   |                   |
| Такмичари                                       | Мађарска                                        | 67                | 7                 |                   | 10                |                   | 3                 |                   | 8                 | 4                 | 4                 | 6                 |                   | 2                 |                   | 5                 |                   |                   | 4                 | 2                 | 12                |                   |
| Такмичари                                       | Белорусија                                      | 39                |                   | 3                 |                   |                   |                   | 8                 |                   | 3                 |                   |                   | 7                 |                   |                   |                   |                   |                   |                   | 6                 |                   | 12                |
| Такмичари                                       | Русија                                          | 182               | 10                | 12                | 12                | 12                | 7                 | 7                 | 10                | 10                | 8                 | 10                | 10                | 10                | 7                 | 12                | 8                 | 12                | 10                |                   | 8                 | 7                 |
| Такмичари                                       | Данска                                          | 33                | 1                 | 1                 | 5                 |                   |                   |                   |                   |                   | 1                 |                   | 2                 | 4                 | 1                 | 1                 |                   | 7                 | 3                 |                   | 7                 |                   |
| Такмичари                                       | Албанија                                        | 62                |                   | 10                |                   |                   |                   | 6                 |                   |                   | 10                | 7                 |                   |                   | 6                 | 3                 | 10                | 1                 |                   | 3                 |                   | 6                 |
| Такмичари                                       | Румунија                                        | 89                | 6                 | 5                 |                   | 2                 | 8                 | 12                | 3                 | 6                 | 7                 | 8                 | 3                 | 1                 | 8                 | 8                 |                   | 5                 | 2                 | 1                 | 3                 | 1                 |
| Такмичари                                       | Грузија                                         | 98                | 5                 | 8                 | 4                 | 10                | 4                 | 10                | 1                 | 5                 | 2                 |                   | 12                | 7                 | 5                 | 2                 | 3                 | 6                 | 1                 | 7                 | 6                 |                   |

| Засебни гласови публике и жирија у ПФ 1‍ | Засебни гласови публике и жирија у ПФ 1‍ | Засебни гласови публике и жирија у ПФ 1‍ | Засебни гласови публике и жирија у ПФ 1‍ | Засебни гласови публике и жирија у ПФ 1‍ | Засебни гласови публике и жирија у ПФ 1‍ | Засебни гласови публике и жирија у ПФ 1‍ |
| Пласман                                 | 50/50                                   | 50/50                                   | Телегласање                             | Телегласање                             | Жири                                    | Жири                                    |
| Пласман                                 | Држава                                  | Поени                                   | Држава                                  | Поени                                   | Држава                                  | Поени                                   |
| --------------------------------------- | --------------------------------------- | --------------------------------------- | --------------------------------------- | --------------------------------------- | --------------------------------------- | --------------------------------------- |
| 1.                                      | Русија                                  | 182                                     | Русија                                  | 151                                     | Русија                                  | 167                                     |
| 2.                                      | Белгија                                 | 149                                     | Естонија                                | 136                                     | Белгија                                 | 151                                     |
| 3.                                      | Естонија                                | 105                                     | Белгија                                 | 124                                     | Грчка                                   | 99                                      |
| 4.                                      | Грузија                                 | 98                                      | Грузија                                 | 97                                      | Грузија                                 | 95                                      |
| 5.                                      | Румунија                                | 89                                      | Румунија                                | 96                                      | Холандија                               | 70                                      |
| 6.                                      | Грчка                                   | 81                                      | Јерменија                               | 90                                      | Мађарска                                | 70                                      |
| 7.                                      | Јерменија                               | 77                                      | Србија                                  | 86                                      | Румунија                                | 67                                      |
| 8.                                      | Мађарска                                | 67                                      | Албанија                                | 66                                      | Белорусија                              | 66                                      |
| 9.                                      | Србија                                  | 63                                      | Грчка                                   | 61                                      | Естонија                                | 66                                      |
| 10.                                     | Албанија                                | 62                                      | Финска                                  | 55                                      | Албанија                                | 61                                      |
| 11.                                     | Молдавија                               | 41                                      | Мађарска                                | 50                                      | Данска                                  | 58                                      |
| 12.                                     | Белорусија                              | 39                                      | Молдавија                               | 48                                      | Јерменија                               | 54                                      |
| 13.                                     | Данска                                  | 33                                      | Белорусија                              | 32                                      | Србија                                  | 47                                      |
| 14.                                     | Холандија                               | 33                                      | Данска                                  | 23                                      | Молдавија                               | 46                                      |
| 15.                                     | БЈР македонија                          | 28                                      | Холандија                               | 23                                      | БЈР македонија                          | 42                                      |
| 16.                                     | Финска                                  | 13                                      | БЈР македонија                          | 22                                      | Финска                                  | 1                                       |

#### 12 поена у првом полуфиналу
Табеле испод садрже информације о додељивањима максималних 12 поена у првом полуфиналу.
| Број добијених 12 поена | Земље које добијају 12 поена | Земље које дају 12 поена                        |
| ----------------------- | ---------------------------- | ----------------------------------------------- |
| 5                       | Русија                       | Аустрија, Белорусија, Грчка, Мађарска, Румунија |
| 4                       | Белгија                      | Данска, Финска, Француска, Холандија            |
| 2                       | Јерменија                    | Белгија, Русија                                 |
| 2                       | Србија                       | Аустралија, Македонија                          |
| 1                       | Белорусија                   | Грузија                                         |
| 1                       | Грузија                      | Јерменија                                       |
| 1                       | Грчка                        | Албанија                                        |
| 1                       | Естонија                     | Шпанија                                         |
| 1                       | Мађарска                     | Естонија                                        |
| 1                       | БЈР македонија               | Србија                                          |
| 1                       | Румунија                     | Молдавија                                       |

### Резултати другог полуфинала
| Начин гласања: 50% жири и телегласање 100% жири | Начин гласања: 50% жири и телегласање 100% жири | Резултати гласања‍ | Резултати гласања‍ | Резултати гласања‍ | Резултати гласања‍ | Резултати гласања‍ | Резултати гласања‍ | Резултати гласања‍ | Резултати гласања‍ | Резултати гласања‍ | Резултати гласања‍ | Резултати гласања‍ | Резултати гласања‍ | Резултати гласања‍ | Резултати гласања‍ | Резултати гласања‍ | Резултати гласања‍ | Резултати гласања‍ | Резултати гласања‍ | Резултати гласања‍ | Резултати гласања‍ | Резултати гласања‍ | Резултати гласања‍ |
| Начин гласања: 50% жири и телегласање 100% жири | Начин гласања: 50% жири и телегласање 100% жири | Укупан бр. поена  | ЦГ                | МАЛ               | АЗЕ               | ЛЕТ               | ШВА               | ИРС               | ШВЕ               | НЕМ               | АУС               | ЧЕШ               | СЛО               | УК                | ЛИТ               | ПОЉ               | ИЗР               | СМ                | ИТА               | ИСЛ               | КИП               | НОР               | ПОР               |
| Такмичари                                       | Литванија                                       | 67                |                   | 4                 | 7                 | 10                | 3                 | 7                 |                   |                   | 4                 | 1                 |                   | 3                 |                   |                   | 4                 | 3                 |                   | 4                 | 7                 | 10                |                   |
| Такмичари                                       | Ирска                                           | 35                | 2                 |                   | 2                 | 4                 |                   |                   | 3                 | 2                 |                   | 5                 | 1                 | 8                 | 2                 |                   |                   | 5                 |                   |                   | 1                 |                   |                   |
| Такмичари                                       | Сан Марино                                      | 11                | 5                 |                   |                   |                   |                   |                   |                   |                   |                   |                   |                   |                   |                   |                   |                   |                   | 6                 |                   |                   |                   |                   |
| Такмичари                                       | Црна Гора                                       | 57                |                   |                   | 10                | 2                 | 1                 |                   | 7                 |                   |                   | 6                 | 10                |                   |                   |                   | 7                 |                   | 4                 |                   | 2                 | 3                 | 5                 |
| Такмичари                                       | Малта                                           | 43                | 10                |                   |                   |                   |                   | 3                 |                   |                   | 3                 | 4                 |                   | 5                 |                   |                   | 10                | 7                 | 1                 |                   |                   |                   |                   |
| Такмичари                                       | Норвешка                                        | 123               | 6                 | 5                 |                   | 7                 | 10                | 4                 | 12                | 7                 | 8                 | 7                 | 6                 | 2                 | 8                 | 6                 | 1                 | 8                 | 2                 | 10                | 6                 |                   | 8                 |
| Такмичари                                       | Португал                                        | 19                | 4                 |                   | 3                 |                   | 6                 |                   |                   | 1                 |                   |                   | 4                 | 1                 |                   |                   |                   |                   |                   |                   |                   |                   |                   |
| Такмичари                                       | Чешка                                           | 33                | 1                 | 1                 |                   | 1                 |                   | 1                 | 1                 | 4                 |                   |                   | 3                 |                   |                   | 8                 | 8                 | 4                 |                   |                   |                   |                   | 1                 |
| Такмичари                                       | Израел                                          | 151               | 3                 | 10                | 8                 | 3                 | 7                 | 8                 | 10                | 8                 | 7                 | 2                 | 5                 | 12                | 4                 | 10                |                   | 6                 | 12                | 8                 | 10                | 8                 | 10                |
| Такмичари                                       | Летонија                                        | 155               |                   | 7                 | 6                 |                   | 8                 | 12                | 8                 | 10                | 10                | 8                 | 8                 | 10                | 12                | 7                 | 2                 | 10                | 8                 | 7                 | 8                 | 7                 | 7                 |
| Такмичари                                       | Азербејџан                                      | 53                | 7                 | 8                 |                   |                   |                   |                   | 4                 |                   | 2                 | 10                |                   |                   | 6                 | 3                 | 3                 |                   |                   | 2                 | 5                 |                   | 3                 |
| Такмичари                                       | Исланд                                          | 14                |                   |                   | 5                 |                   |                   | 2                 | 2                 |                   |                   |                   |                   |                   | 1                 | 2                 |                   |                   |                   |                   |                   | 2                 |                   |
| Такмичари                                       | Шведска                                         | 217               | 8                 | 12                | 4                 | 12                | 12                | 10                |                   | 12                | 12                | 12                | 12                | 7                 | 10                | 12                | 12                | 12                | 10                | 12                | 12                | 12                | 12                |
| Такмичари                                       | Швајцарска                                      | 4                 |                   |                   | 1                 |                   |                   |                   |                   |                   |                   |                   |                   |                   |                   | 1                 |                   |                   |                   | 1                 |                   | 1                 |                   |
| Такмичари                                       | Кипар                                           | 87                |                   | 2                 |                   | 6                 | 5                 | 6                 | 6                 | 5                 | 6                 |                   | 7                 | 6                 | 3                 | 4                 | 5                 | 2                 | 7                 | 5                 |                   | 6                 | 6                 |
| Такмичари                                       | Словенија                                       | 92                | 12                | 3                 | 12                | 8                 | 4                 |                   |                   | 6                 | 5                 | 3                 |                   |                   | 7                 | 5                 | 6                 | 1                 | 3                 | 6                 | 3                 | 4                 | 4                 |
| Такмичари                                       | Пољска                                          | 57                |                   | 6                 |                   | 5                 | 2                 | 5                 | 5                 | 3                 | 1                 |                   | 2                 | 4                 | 5                 |                   |                   |                   | 5                 | 3                 | 4                 | 5                 | 2                 |

| Засебни гласови публике и жирија у ПФ 2‍ | Засебни гласови публике и жирија у ПФ 2‍ | Засебни гласови публике и жирија у ПФ 2‍ | Засебни гласови публике и жирија у ПФ 2‍ | Засебни гласови публике и жирија у ПФ 2‍ | Засебни гласови публике и жирија у ПФ 2‍ | Засебни гласови публике и жирија у ПФ 2‍ |
| Пласман                                 | 50/50                                   | 50/50                                   | Телегласање                             | Телегласање                             | Жири                                    | Жири                                    |
| Пласман                                 | Држава                                  | Поени                                   | Држава                                  | Поени                                   | Држава                                  | Поени                                   |
| --------------------------------------- | --------------------------------------- | --------------------------------------- | --------------------------------------- | --------------------------------------- | --------------------------------------- | --------------------------------------- |
| 1.                                      | Шведска                                 | 217                                     | Шведска                                 | 195                                     | Шведска                                 | 208                                     |
| 2.                                      | Летонија                                | 155                                     | Израел                                  | 157                                     | Летонија                                | 155                                     |
| 3.                                      | Израел                                  | 151                                     | Летонија                                | 116                                     | Норвешка                                | 144                                     |
| 4.                                      | Норвешка                                | 123                                     | Пољска                                  | 114                                     | Израел                                  | 114                                     |
| 5.                                      | Словенија                               | 92                                      | Норвешка                                | 104                                     | Малта                                   | 84                                      |
| 6.                                      | Кипар                                   | 87                                      | Литванија                               | 98                                      | Словенија                               | 84                                      |
| 7.                                      | Литванија                               | 67                                      | Словенија                               | 95                                      | Ирска                                   | 84                                      |
| 8.                                      | Пољска                                  | 57                                      | Кипар                                   | 80                                      | Кипар                                   | 76                                      |
| 9.                                      | Црна Гора                               | 57                                      | Црна Гора                               | 58                                      | Азербејџан                              | 67                                      |
| 10.                                     | Азербејџан                              | 53                                      | Чешка                                   | 51                                      | Литванија                               | 52                                      |
| 11.                                     | Малта                                   | 43                                      | Азербејџан                              | 37                                      | Црна Гора                               | 47                                      |
| 12.                                     | Ирска                                   | 35                                      | Малта                                   | 32                                      | Чешка                                   | 34                                      |
| 13.                                     | Чешка                                   | 33                                      | Португал                                | 24                                      | Португал                                | 23                                      |
| 14.                                     | Португал                                | 19                                      | Исланд                                  | 21                                      | Швајцарска                              | 15                                      |
| 15.                                     | Исланд                                  | 14                                      | Сан Марино                              | 16                                      | Исланд                                  | 15                                      |
| 16.                                     | Сан Марино                              | 11                                      | Ирска                                   | 14                                      | Пољска                                  | 10                                      |
| 17.                                     | Швајцарска                              | 4                                       | Швајцарска                              | 6                                       | Сан Марино                              | 6                                       |

#### 12 поена у другом полуфиналу
Табеле испод садрже информације о додељивањима максималних 12 поена у другом полуфиналу.
| Број добијених 12 поена | Земље које добијају 12 поена | Земље које дају 12 поена |
| ----------------------- | ---------------------------- | --- |
| 14                      | Шведска                      | Аустралија, Израел, Исланд, Кипар, Летонија, Малта, Немачка, Норвешка, Пољска, Португал, Сан Марино, Словенија, Чешка, Швајцарска |
| 2                       | Израел                       | Италија, Уједињено Краљевство |
| 2                       | Летонија                     | Ирска, Литванија |
| 2                       | Словенија                    | Азербејџан, Црна Гора |
| 1                       | Норвешка                     | Шведска |

### Резултати финала
Ово је први пут од 2009. године да победник није освојио и највише поена на телегласању.‍
| Начин гласања: 50% жири и телегласање 100% жири 100% телегласање | Начин гласања: 50% жири и телегласање 100% жири 100% телегласање | Резултати гласања‍ | Резултати гласања‍ | Резултати гласања‍ | Резултати гласања‍ | Резултати гласања‍ | Резултати гласања‍ | Резултати гласања‍ | Резултати гласања‍ | Резултати гласања‍ | Резултати гласања‍ | Резултати гласања‍ | Резултати гласања‍ | Резултати гласања‍ | Резултати гласања‍ | Резултати гласања‍ | Резултати гласања‍ | Резултати гласања‍ | Резултати гласања‍ | Резултати гласања‍ | Резултати гласања‍ | Резултати гласања‍ | Резултати гласања‍ | Резултати гласања‍ | Резултати гласања‍ | Резултати гласања‍ | Резултати гласања‍ | Резултати гласања‍ | Резултати гласања‍ | Резултати гласања‍ | Резултати гласања‍ | Резултати гласања‍ | Резултати гласања‍ | Резултати гласања‍ | Резултати гласања‍ | Резултати гласања‍ | Резултати гласања‍ | Резултати гласања‍ | Резултати гласања‍ | Резултати гласања‍ | Резултати гласања‍ | Резултати гласања‍ |
| Начин гласања: 50% жири и телегласање 100% жири 100% телегласање | Начин гласања: 50% жири и телегласање 100% жири 100% телегласање | Укупан бр. поена  | ЦГ                | МАЛ               | ФИН               | ГРЧ               | РУМ               | БЛР               | АЛБ               | МОЛ               | АЗЕ               | ЛЕТ               | СРБ               | ДАН               | ШВА               | БЕЛ               | ФРА               | ЈЕР               | ИРС               | ШВЕ               | НЕМ               | АУС               | ЧЕШ               | ШПА               | АУТ               | МАК               | СЛО               | МАЂ               | УК                | ЛИТ               | ХОЛ               | ПОЉ               | ИЗР               | РУС               | СМ                | ИТА               | ИСЛ               | КИП               | НОР               | ПОР               | ЕСТ               | ГРУ               |
| Такмичари                                                        | Словенија                                                        | 39                | 4                 |                   | 1                 |                   |                   |                   |                   |                   | 3                 | 3                 | 5                 |                   |                   |                   |                   |                   |                   | 1                 |                   |                   |                   |                   |                   | 8                 |                   |                   |                   | 4                 |                   | 1                 | 6                 |                   |                   |                   | 2                 |                   | 1                 |                   |                   |                   |
| Такмичари                                                        | Француска                                                        | 4                 |                   |                   |                   |                   |                   |                   |                   |                   |                   |                   |                   |                   |                   |                   |                   | 3                 |                   |                   |                   |                   |                   |                   |                   |                   |                   |                   |                   |                   |                   |                   |                   |                   | 1                 |                   |                   |                   |                   |                   |                   |                   |
| Такмичари                                                        | Израел                                                           | 97                | 3                 | 5                 | 3                 |                   | 1                 | 2                 | 5                 |                   | 7                 | 1                 | 6                 |                   | 3                 |                   |                   |                   |                   | 4                 | 5                 | 2                 |                   | 1                 | 2                 |                   |                   |                   | 5                 |                   | 5                 | 4                 |                   |                   | 2                 | 8                 | 5                 | 6                 | 4                 | 7                 |                   | 1                 |
| Такмичари                                                        | Естонија                                                         | 106               | 1                 | 3                 | 10                |                   |                   | 7                 | 4                 |                   | 4                 | 6                 | 2                 | 6                 |                   | 2                 |                   |                   |                   | 3                 | 2                 | 3                 |                   | 3                 | 6                 | 2                 |                   | 7                 |                   | 8                 | 4                 | 2                 | 3                 | 7                 |                   | 2                 | 1                 | 2                 | 3                 | 1                 |                   | 2                 |
| Такмичари                                                        | Уједињено Краљевство                                             | 5                 |                   | 1                 |                   |                   |                   |                   |                   |                   |                   |                   |                   |                   |                   |                   |                   |                   | 1                 |                   |                   |                   |                   |                   |                   |                   |                   |                   |                   |                   |                   |                   |                   |                   | 3                 |                   |                   |                   |                   |                   |                   |                   |
| Такмичари                                                        | Јерменија                                                        | 34                |                   |                   |                   | 1                 |                   | 4                 |                   |                   |                   |                   |                   |                   |                   | 3                 | 3                 |                   |                   |                   |                   |                   | 2                 |                   |                   | 3                 |                   |                   |                   |                   |                   |                   |                   | 6                 |                   |                   |                   |                   |                   |                   |                   | 12                |
| Такмичари                                                        | Литванија                                                        | 30                |                   |                   |                   |                   |                   |                   |                   |                   |                   | 7                 |                   | 1                 |                   |                   |                   |                   | 7                 |                   |                   |                   |                   |                   |                   |                   |                   |                   | 4                 |                   |                   |                   |                   |                   |                   |                   |                   |                   | 6                 |                   | 2                 | 3                 |
| Такмичари                                                        | Србија                                                           | 53                | 12                |                   |                   |                   |                   |                   | 2                 |                   |                   |                   |                   |                   | 5                 |                   |                   |                   |                   |                   |                   | 5                 | 3                 |                   | 3                 | 10                | 6                 |                   | 1                 |                   | 1                 |                   | 2                 |                   |                   | 3                 |                   |                   |                   |                   |                   |                   |
| Такмичари                                                        | Норвешка                                                         | 102               |                   | 2                 | 4                 |                   | 6                 |                   |                   |                   |                   | 2                 |                   | 3                 | 10                |                   |                   |                   | 4                 | 7                 | 4                 | 4                 |                   | 2                 | 4                 |                   | 4                 | 4                 |                   | 5                 | 3                 | 3                 |                   |                   | 6                 | 5                 | 10                |                   |                   | 6                 | 4                 |                   |
| Такмичари                                                        | Шведска                                                          | 365               | 5                 | 10                | 12                | 4                 | 8                 | 10                | 7                 | 8                 | 6                 | 12                | 8                 | 12                | 12                | 12                | 8                 | 7                 | 10                |                   | 10                | 12                | 10                | 8                 | 7                 | 5                 | 12                | 10                | 12                | 10                | 10                | 12                | 10                | 8                 | 7                 | 12                | 12                | 10                | 12                | 8                 | 10                | 7                 |
| Такмичари                                                        | Кипар                                                            | 11                |                   |                   |                   | 10                |                   |                   |                   |                   |                   |                   |                   |                   |                   |                   |                   |                   |                   |                   |                   |                   |                   |                   |                   |                   | 1                 |                   |                   |                   |                   |                   |                   |                   |                   |                   |                   |                   |                   |                   |                   |                   |
| Такмичари                                                        | Аустралија                                                       | 196               |                   | 6                 | 5                 | 5                 | 2                 | 6                 | 3                 | 4                 |                   | 5                 | 3                 | 8                 | 8                 | 4                 | 2                 | 1                 | 5                 | 12                | 7                 |                   |                   | 7                 | 12                |                   | 2                 | 8                 | 10                | 3                 | 8                 | 8                 | 7                 | 4                 | 8                 | 6                 | 8                 | 4                 | 10                |                   | 5                 |                   |
| Такмичари                                                        | Белгија                                                          | 217               |                   |                   | 7                 | 7                 | 7                 | 8                 | 1                 | 6                 |                   | 4                 | 4                 | 7                 | 2                 |                   | 12                | 4                 | 2                 | 10                | 8                 | 6                 | 6                 | 6                 | 5                 | 1                 | 3                 | 12                | 3                 | 7                 | 12                | 5                 | 4                 | 10                | 5                 | 7                 | 4                 | 7                 | 7                 | 5                 | 7                 | 6                 |
| Такмичари                                                        | Аустрија                                                         | 0                 |                   |                   |                   |                   |                   |                   |                   |                   |                   |                   |                   |                   |                   |                   |                   |                   |                   |                   |                   |                   |                   |                   |                   |                   |                   |                   |                   |                   |                   |                   |                   |                   |                   |                   |                   |                   |                   |                   |                   |                   |
| Такмичари                                                        | Грчка                                                            | 23                |                   |                   |                   |                   |                   |                   | 10                |                   |                   |                   |                   |                   |                   |                   |                   | 5                 |                   |                   |                   |                   |                   |                   |                   |                   |                   |                   |                   |                   |                   |                   |                   |                   |                   |                   |                   | 8                 |                   |                   |                   |                   |
| Такмичари                                                        | Црна Гора                                                        | 44                |                   |                   |                   |                   |                   |                   | 6                 |                   | 2                 |                   | 12                |                   |                   |                   |                   | 8                 |                   | 2                 |                   |                   |                   |                   |                   | 4                 | 10                |                   |                   |                   |                   |                   |                   |                   |                   |                   |                   |                   |                   |                   |                   |                   |
| Такмичари                                                        | Немачка                                                          | 0                 |                   |                   |                   |                   |                   |                   |                   |                   |                   |                   |                   |                   |                   |                   |                   |                   |                   |                   |                   |                   |                   |                   |                   |                   |                   |                   |                   |                   |                   |                   |                   |                   |                   |                   |                   |                   |                   |                   |                   |                   |
| Такмичари                                                        | Пољска                                                           | 10                |                   |                   |                   |                   |                   |                   |                   |                   |                   |                   |                   |                   |                   |                   | 4                 |                   | 3                 |                   |                   |                   |                   |                   |                   |                   |                   |                   | 2                 |                   |                   |                   |                   |                   |                   | 1                 |                   |                   |                   |                   |                   |                   |
| Такмичари                                                        | Летонија                                                         | 186               |                   | 4                 | 6                 | 3                 | 5                 | 5                 |                   | 2                 | 5                 |                   | 1                 | 4                 | 4                 | 7                 | 7                 | 2                 | 12                | 5                 | 6                 | 7                 | 5                 | 4                 | 1                 |                   | 7                 | 5                 | 7                 | 12                | 2                 | 10                |                   | 2                 | 12                | 4                 | 7                 | 3                 | 8                 | 2                 | 6                 | 4                 |
| Такмичари                                                        | Румунија                                                         | 35                |                   |                   |                   |                   |                   |                   |                   | 12                |                   |                   |                   | 2                 |                   | 5                 |                   |                   |                   |                   |                   |                   |                   | 5                 |                   |                   |                   | 1                 |                   |                   |                   |                   | 5                 |                   |                   |                   |                   | 1                 |                   | 4                 |                   |                   |
| Такмичари                                                        | Шпанија                                                          | 15                | 2                 |                   |                   |                   |                   |                   |                   | 1                 | 1                 |                   |                   |                   | 1                 |                   | 5                 |                   |                   |                   |                   |                   |                   |                   |                   |                   |                   |                   |                   |                   |                   |                   | 1                 | 1                 |                   |                   |                   |                   |                   | 3                 |                   |                   |
| Такмичари                                                        | Мађарска                                                         | 19                |                   |                   |                   |                   | 4                 |                   |                   |                   |                   |                   |                   |                   |                   |                   | 1                 |                   |                   |                   | 1                 |                   | 1                 |                   |                   |                   |                   |                   |                   |                   |                   |                   |                   |                   | 4                 |                   |                   |                   |                   |                   | 8                 |                   |
| Такмичари                                                        | Грузија                                                          | 51                |                   |                   |                   | 2                 |                   | 3                 |                   | 5                 | 10                |                   |                   |                   |                   | 1                 |                   | 10                |                   |                   |                   | 1                 | 4                 |                   |                   |                   |                   | 3                 |                   | 6                 |                   |                   |                   | 5                 |                   |                   |                   |                   |                   |                   | 1                 |                   |
| Такмичари                                                        | Азербејџан                                                       | 49                | 8                 | 8                 |                   |                   | 3                 |                   |                   | 3                 |                   |                   |                   |                   |                   |                   |                   |                   |                   |                   |                   |                   | 12                |                   |                   |                   |                   |                   |                   | 2                 |                   |                   |                   | 3                 |                   |                   |                   |                   |                   |                   |                   | 10                |
| Такмичари                                                        | Русија                                                           | 303               | 7                 | 7                 | 8                 | 8                 | 10                | 12                | 8                 | 10                | 12                | 10                | 10                | 10                | 7                 | 10                | 10                | 12                | 8                 | 6                 | 12                | 10                | 8                 | 10                | 8                 | 6                 | 5                 | 6                 | 6                 |                   | 6                 | 6                 | 8                 |                   |                   | 10                | 3                 | 5                 | 2                 | 10                | 12                | 5                 |
| Такмичари                                                        | Албанија                                                         | 34                | 10                |                   |                   | 6                 |                   |                   |                   |                   |                   |                   |                   |                   |                   | 6                 |                   |                   |                   |                   |                   |                   |                   |                   |                   | 12                |                   |                   |                   |                   |                   |                   |                   |                   |                   |                   |                   |                   |                   |                   |                   |                   |
| Такмичари                                                        | Италија                                                          | 292               | 6                 | 12                | 2                 | 12                | 12                | 1                 | 12                | 7                 | 8                 | 8                 | 7                 | 5                 | 6                 | 8                 | 6                 | 6                 | 6                 | 8                 | 3                 | 8                 | 7                 | 12                | 10                | 7                 | 8                 | 2                 | 8                 | 1                 | 7                 | 7                 | 12                | 12                | 10                |                   | 6                 | 12                | 5                 | 12                | 3                 | 8                 |

| Засебни гласови публике и жирија у финалу‍‍ | Засебни гласови публике и жирија у финалу‍‍ | Засебни гласови публике и жирија у финалу‍‍ | Засебни гласови публике и жирија у финалу‍‍ | Засебни гласови публике и жирија у финалу‍‍ | Засебни гласови публике и жирија у финалу‍‍ | Засебни гласови публике и жирија у финалу‍‍ |
| Пласман                                   | 50/50                                     | 50/50                                     | Телегласање                               | Телегласање                               | Жири                                      | Жири                                      |
| Пласман                                   | Држава                                    | Поени                                     | Држава                                    | Поени                                     | Држава                                    | Поени                                     |
| ----------------------------------------- | ----------------------------------------- | ----------------------------------------- | ----------------------------------------- | ----------------------------------------- | ----------------------------------------- | ----------------------------------------- |
| 1.                                        | Шведска                                   | 365                                       | Италија                                   | 366                                       | Шведска                                   | 363                                       |
| 2.                                        | Русија                                    | 303                                       | Русија                                    | 286                                       | Летонија                                  | 249                                       |
| 3.                                        | Италија                                   | 292                                       | Шведска                                   | 279                                       | Русија                                    | 247                                       |
| 4.                                        | Белгија                                   | 217                                       | Белгија                                   | 195                                       | Аустралија                                | 224                                       |
| 5.                                        | Аустралија                                | 196                                       | Естонија                                  | 144                                       | Белгија                                   | 187                                       |
| 6.                                        | Летонија                                  | 186                                       | Аустралија                                | 132                                       | Италија                                   | 184                                       |
| 7.                                        | Естонија                                  | 106                                       | Израел                                    | 104                                       | Норвешка                                  | 163                                       |
| 8.                                        | Норвешка                                  | 102                                       | Летонија                                  | 100                                       | Израел                                    | 80                                        |
| 9.                                        | Израел                                    | 97                                        | Албанија                                  | 93                                        | Кипар                                     | 63                                        |
| 10.                                       | Србија                                    | 53                                        | Србија                                    | 86                                        | Грузија                                   | 62                                        |
| 11.                                       | Грузија                                   | 51                                        | Јерменија                                 | 77                                        | Естонија                                  | 56                                        |
| 12.                                       | Азербејџан                                | 49                                        | Румунија                                  | 69                                        | Словенија                                 | 48                                        |
| 13.                                       | Црна Гора                                 | 44                                        | Грузија                                   | 51                                        | Црна Гора                                 | 48                                        |
| 14.                                       | Словенија                                 | 39                                        | Азербејџан                                | 48                                        | Азербејџан                                | 48                                        |
| 15.                                       | Румунија                                  | 35                                        | Пољска                                    | 47                                        | Аустрија                                  | 40                                        |
| 16.                                       | Јерменија                                 | 34                                        | Литванија                                 | 44                                        | Србија                                    | 34                                        |
| 17.                                       | Албанија                                  | 34                                        | Норвешка                                  | 43                                        | Литванија                                 | 31                                        |
| 18.                                       | Литванија                                 | 30                                        | Црна Гора                                 | 34                                        | Мађарска                                  | 29                                        |
| 19.                                       | Грчка                                     | 23                                        | Словенија                                 | 27                                        | Грчка                                     | 29                                        |
| 20.                                       | Мађарска                                  | 19                                        | Шпанија                                   | 26                                        | Албанија                                  | 26                                        |
| 21.                                       | Шпанија                                   | 15                                        | Грчка                                     | 24                                        | Француска                                 | 24                                        |
| 22.                                       | Кипар                                     | 11                                        | Мађарска                                  | 21                                        | Немачка                                   | 24                                        |
| 23.                                       | Пољска                                    | 10                                        | Кипар                                     | 8                                         | Румунија                                  | 21                                        |
| 24.                                       | Уједињено Краљевство                      | 5                                         | Уједињено Краљевство                      | 7                                         | Јерменија                                 | 18                                        |
| 25.                                       | Француска                                 | 4                                         | Немачка                                   | 5                                         | Уједињено Краљевство                      | 12                                        |
| 26.                                       | Аустрија                                  | 0                                         | Француска                                 | 4                                         | Шпанија                                   | 8                                         |
| 27.                                       | Немачка                                   | 0                                         | Аустрија                                  | 0                                         | Пољска                                    | 2                                         |

#### 12 поена у финалу
Табела испод садржи информације о додељивањима максималних 12 поена у финалу.
| Број добијених 12 поена | Земље које добијају 12 поена | Земље које дају 12 поена |
| ----------------------- | ---------------------------- | --- |
| 12                      | Шведска                      | Аустралија, Белгија, Данска, Исланд, Италија, Летонија, Норвешка, Пољска, Словенија, Уједињено Краљевство, Финска, Швицарска |
| 9                       | Италија                      | Албанија, Грчка, Израел, Кипар, Малта, Португал, Румунија, Русија, Шпанија                                                   |
| 5                       | Русија                       | Азербејџан, Белорусија, Естонија, Јерменија, Немачка                                                                         |
| 3                       | Белгија                      | Мађарска, Француска, Холандија                                                                                               |
| 3                       | Летонија                     | Ирска, Литванија, Сан Марино                                                                                                 |
| 2                       | Аустралија                   | Аустрија, Шведска |
| 1                       | Азербејџан                   | Чешка |
| 1                       | Албанија                     | Македонија |
| 1                       | Јерменија                    | Грузија |
| 1                       | Румунија                     | Молдавија |
| 1                       | Србија                       | Црна Гора |
| 1                       | Црна Гора                    | Србија |

## Остале земље
Да би одређена држава могла да стекне право учешћа на такмичењу Евросонга, она мора да буде активна чланица Европске радиодифузне уније (ЕБУ).‍ ЕБУ је послао позив за учешће на Песми Евровизије 2015. године свим активним члановима, којих је тада било 56.‍ Своје учешће је потврдило 39 земаља,‍ док су државе са следеће листе одбиле да учествују из разлога наведених поред њихових имена.

### Активни чланови ЕБУ
- Андора — Андорска телевизија потврдила је да се Андора неће вратити на такмичење 2015. године.‍[58]
- Босна и Херцеговина — Босанскохерцеговачки јавни сервис (БХРТ) предао је привремени захтев за учешће на Евровизији 2015. године,‍[59] док држава не одлучи из ког фонда да финансира трошкове учешћа.‍[60] Овај захтев је био таквог облика да се могао изменити, а сама пријава за учешће потом повући.‍[61] 17. новембра 2014. године БХРТ је објавио да је држава одлучила да повуче своју пријаву за учешће на надолазећем такмичењу, наводећи као разлог недостатак материјалних средстава.‍[62]
- Бугарска — Упркос слања прелиминарног захтева за учешће,‍[63] 10. октобра 2014. године Бугарска национална телевизија (BNT) објавила је информацију да се ова земља не враћа на такмичење због финансијских разлога.‍[64] 31. октобра 2014. године BNT је изјавио да држава још увек није донела коначну одлуку о учествовању на Евровизији 2015, те да им је ЕБУ дао додатно време за решавање очигледних финансијских проблема.‍[65] Међутим, 18. децембра 2014. године BNT је на свом званичном евровизијском Твитер профилу потврдио да Бугарска ипак не учествује на такмичењу 2015. године.‍[66]
- Либан — Либанска телевизија изјавила је да Либан ипак неће остварити свој дебитантски наступ на Евросонгу 2015. године у Бечу.‍[67] Либан је у почетку требало да оствари своје прво учешће на фестивалу, али се пре такмичења повукао.‍[68]
- Луксембург — Луксембуршки сервис (RTL Télé Lëtzebuerg) потврдио је да Луксембург неће да учествује на Песми Евровизије 2015. године.‍[69] Међутим, 26. октобра 2014. године Маги Нејгел, министрица културе Луксембурга, изразила је жељу да се држава врати на такмичење.‍[70]‍[71]‍[72] Ово је касније поречено од стране Нејгел која се позвала на „неспоразумевање”, тврдећи сада да се Луксембург неће вратити.‍[73] Сарадњу са Сан Марином предложио је санмарински јавни сервис (SMtv San Marino) заједно са певачем Тијеријем Мершем,‍[74]‍[75] али касније је Телевизија Сан Марино образложила овај предлог као чисто разговор између двеју земаља, са разматрањима и других могућности.‍[76] Међутим, 24. новембра 2014. године објављено је да је Мершев план о придобијању потребних фондова пропао и да пројекат не може да се настави.‍[77]
- Мароко — Мароканска национална телевизија изјавила је да се Мароко неће вратити на такмичење 2015. године у Бечу.‍[78]
- Монако — Моначка телевизија потврдила је да се Монако 2015. године неће вратити на Евросонг.‍[79]
- Словачка — Радио-телевизија Словачка (РТВС) изјавила је да, због финансијских разлога и некомпатибилности између формата такмичења и програмских циљева, Словачка неће да се врати на такмичење Евровизије 2015. године.‍[80]
- Турска — Иако је Турска радио-телевизија изјавила да Турска неће да учествује на такмичењу 2014. године (другу годину заредом), касније је објављено да би повратак 2015. године могао да буде могућ, и то преко супервизора Евросонга Сијетска Бакера који је твитовао о могућем повратку државе Турске.‍[81]‍[82] Крајем августа 2014. године објављено је да је службеник за међународне односе с јавношћу за TRT, Јагмур Тузун, рекао да повратак Турске на такмичење 2015. године није могућ и да TRT тренутно нема никаквих планова о повратку на такмичење.‍[83]‍[84] Неучествовање је касније додатно потврђено 5. септембра 2014. године.‍[85] Нешто после тога, 6. фебруара 2015. године, изнесена је могућност да ће Турска узети учешће 2016. године.‍[86]
- Украјина — Национална телевизија Украјине (NTU) 19. септембра 2014. године донела је одлуку да се Украјина неће такмичити на Евросонг следеће године, углавном због финансијских разлога и свеукупне ситуације у земљи.‍[87]‍[88]
- Хрватска — Хрватски јавни сервис (ХРТ) је 26. септембра 2014. године потврдио да се Хрватска неће вратити на такмичење ни 2015. године.‍[89]

## Контроверзе и инциденти

### Повлачење Украјине, извиждавање Русије
Политички односи Русије и Украјине и њихов однос на Песми Евровизије је значајно промењен након рата на истоку Украјине и Кримске кризе. Због почетка рата и отежане финансијске ситуације, Украјина се повукла с овог издања Песме Евровизије, а Русија је послала популарну певачицу Полину Гагарину с песмом посвећеној миру.‍
Кад год би Русија била помињана или кад би примала један од прва три највиша гласа публике, у финалу би се чули громогласни звиждуци.‍ Руска представница, Гагарина, могла се видети како плаче у гринруму током процедуре гласања, док су медији као разлог оваквог понашања навели звиждуке публике. За време паузе у процесу доделе гласова, када је Русија приказана као водећа земља на листи, победник Песме Евровизије 2014. године Кончита Вурст обратио се Гагарини следећим речима: „Имала си невероватан наступ и заслужујеш да будеш у вођству.”‍ Извршни супервизор такмичења, Џон Ола Санд, напомињао је да би Евровизија требало да буде „пријатељско бојно поље, а не политичко”,‍ док је водитељица Алис Тумлер подсећала публику да је „мото такмичења ’Градимо мостове’”, те да „музика треба да надвлада политику ове вечери”. Организатори су очекивали овакве реакције гледалаца, те су се припремили и инсталирали anti-booing технологију (енгл. anti-booing — „против звиждања”), што је била прва примена нечег сличног у историји Песме Евровизије.‍ Ова технологија се за време извођења Полинине песме Милион гласова у финалној вечери користила како би се звиждуци публике пригушили и на неки начин маскирали негативне реакције гледалишта.‍

### Песма Јерменије
Јерменија је Песму Евровизије 2015. искористила као прилику да обележи сто година од геноцида над Јерменима на подручју Османског царства. Састављена је група од јерменске дијаспоре са свих континената и представљена песма Don't deny („Немој да негираш”), чији је наслов могао да се протумачи као директна порука државама које одбијају да признају карактер масовних убистава као геноцид, због чега је морао да буде промењен назив песме.‍‍

### Квар магљеника
Током извођења песме Ратница којом је Нина Сублати представљала Грузију, магљеници на бини су измакли контроли, те је тако Сублати накратко „нестала” са сцене у облаку сивог дима.‍

### Гласови жирија БЈР Македоније и Црне Горе неурачунати
Гласови жирија БЈР Македоније и Црне Горе у великом финалу нису били укључени у свеукупни резултат, већ су се само убројали резултати њихових телегласања.‍‍ Међутим, ова кардинална и потенцијално опасна грешка — срећом — уопште није имала утицаја на коначне резултате, од. пласмане земаља учесница, а тако ни Србије.

## Друге награде
Награда Марсел Безенсон, гласање ОГАЕ-а и Награда Барбара Декс била су признања која су додељена такмичарима на Песми Евровизије 2015. године, поред — наравно — главног трофеја урученог победнику.

### Награда Марсел Безенсон
Награда Марсел Безенсон је по први пут додељена на Песми Евровизије 2002. године у Талину (Естонија), и то извођачима најбољих песама у великом финалу. Иако је утемељена од стране Кристера Бјеркмана (представник Шведске на Евровизији 1992. године и тренутни шеф делегације за Шведску) и Рихарда Херија (члан бенда Херији и певач који је донео Шведској победу на Евросонгу 1984. године), награда носи име оснивача Песме Евровизије, Марсела Безенсона.‍ Безенсонова награда се додељује у три категорије: Press Award (срп. Награда за прес), Artistic Award (срп. Награда за уметника) и Composer Award (срп. Награда за композитора). Добитници награде су откривени убрзо након финала одржаног 23. маја.‍
| Категорија | Држава   | Песма | Извођач(и)              | Композитор(и)                                        |
| ---------- | -------- | ----- | ----------------------- | ---------------------------------------------------- |
|            | Шведска  |       | Монс Селмерлев          | Антон Малмберг Хорд аф Сегерстад, Џој Деб, Линеа Деб |
|            | Норвешка |       | Мерланд & Дебра Скарлет | Ћетил Мерланд                                        |
|            | Италија  |       | Ил воло                 | Франческо Боча, Ћиро Еспозито                        |

### ОГАЕ
Генерална организација фанова Евровизије (фр. Organisation Générale des Amateurs de l'Eurovision; енгл. General Organisation of Eurovision Fans), чешће позната по француској скраћеници ОГАЕ, међународна је организација основана 1984. године у Савонлини (Финска), од стране Јарија Пеке Коикалаинена.‍ Организација се састоји из мреже од преко 40 фан-клубова Песме Евровизије у целој Европи и шире, и представља невладину, неполитичку и непрофитну организацију.‍ Вишегодишњом традицијом чланова ОГАЕ-а, од. гласањем које је почело 1. маја 2015. године и које се завршило 10. маја 2015. године, одлучено је која ће песма да буде изабрана за 2015. годину; то је била песма Велика љубав бенда Ил воло.‍
Табела испод приказује топ пет укупних резултата након гласања обожавалаца из ове организације, којих је 2015. године било 41.‍
| #‍‍  | Држава    | Извођач(и)              | Песма | ОГАЕ резултати‍ |
| -- | --------- | ----------------------- | ----- | -------------- |
| 1. | Италија   | Ил воло                 |       | 367            |
| 2. | Шведска   | Монс Селмерлев          |       | 338            |
| 3. | Естонија  | Елина Борн & Стиг Раста |       | 274            |
| 4. | Норвешка  | Мерланд & Дебра Скарлет |       | 243            |
| 5. | Словенија | Мареја                  |       | 228            |

### Награда Барбара Декс
Награду Барбара Декс додељују фанови веб-сајта Евровизије још од 1997. године, а заправо представља шаљиво признање које се додељује за најгоре обученог уметника на такмичењу сваке године. Име је добила по Белгијанки Барбари Декс, која је на Песми Евровизије 1993. године заузела последње место, обучена у хаљину коју је дизајнирала сама за себе.‍
| #‍‍  | Држава‍               | Извођач(и)‍         | Гласови‍ |
| -- | -------------------- | ------------------ | ------- |
| 1. | Холандија            | Трајнтје Остерхојс | 1.324   |
| 2. | Србија               | Бојана Стаменов    | 605     |
| 3. | Уједињено Краљевство | Електро велвет     | 397     |
| 4. | Албанија             | Ељхаида Дани       | 263     |
| 5. | Молдавија            | Едуард Ромањута    | 237     |

## Међународни преноси и гласања
ЕБУ је после одржавања такмичења изнео информације да је 2015. године Евросонг пратило рекордних 197 милиона гледалаца широм света,‍ чиме је оборен дотадашњи рекорд са Евровизије 2014. године, коју је пратило око 195 милиона.‍

### Гласања и објављивачи резултата
Редослед гласања откривен је ујутро на дан финала, али због техничких проблема у неким земљама финални редослед гласања био је следећи:‍
1. Црна Гора — Андреа Демировић (црногорска представница 2009)
2. Малта — Џули Зара (малтешка представница 2004)
3. Финска — Криста Сијегфридс (финска представница 2013)
4. Грчка — Елена Папаризу (грчка представница 2001. као члан дуа Antique; победница 2005)
5. Румунија — Соња Аргинт Јонеску
6. Белорусија — Teo (белоруски представник 2014)
7. Албанија — Андри Џаху
8. Молдавија — Оливија Фуртуна
9. Азербејџан — Турал Асадов
10. Летонија — Маркус Рива
11. Србија — Маја Николић
12. Данска — Басим (дански представник 2014)
13. Швајцарска — Летиција Гуарино
14. Белгија — Валид
15. Француска — Вирџинија Гиљом
16. Јерменија — Лилит Мурадјан
17. Ирска — Ники Берн (ирски представник 2016)
18. Шведска — Маријет Хансон
19. Немачка — Барбара Шенебергер
20. Аустралија — Ли Лин Чин
21. Чешка — Данијела Писаровицова
22. Шпанија — Лара Сискар
23. Аустрија — Кати Белович
24. БЈР Македонија — Марко Марк
25. Словенија — Тинкара Ковач (словеначка представница 2014)
26. Мађарска — Чила Татар
27. Уједињено Краљевство — Најџела Лоусон
28. Литванија — Угне Галадаускаите
29. Холандија — Едсилија Ромбли  (холандска представница 1998. и 2007; водитељка 2021)
30. Пољска — Ола Чупа
31. Израел — Офер Наксхон
32. Русија — Дмитриј Шепелев (домаћин гринрума на 2009)
33. Сан Марино — Валентина Монета (санмаринежанска представница 2012, 2013, 2014 и 2017)
34. Италија — Федерико Русо
35. Исланд — Сигрид Халдоурсдоутир
36. Кипар — Лукас Хаматсос
37. Норвешка — Маргарета Ред
38. Португал — Сузи (португалска представница 2014)[г]
39. Естонија — Тања (естонска представница 2014)[д]
40. Грузија — Натија Бунтури[ђ]

Напомене:
1. ↑  Иако су имале исти број поена, Данска је завршила на вишој позицији од Холандије јер је добила поене од више земаља.
2. ↑  Иако су имале исти број поена, Данска је завршила на вишој позицији од Холандије у телегласању јер је добила поене од више земаља у телегласању.
3. ↑  Иако су Аустрија и немачка обе завршиле са 0 поена, правила за ломљење изједначених резултата стављају Аустрију на 26. место, а Немачку на 27, због њиховог редоследа наступа.[56]
4. ↑  Португал је по распореду требало да своје гласове објави као 5. земља по реду, али је уместо тога гласао 38, након што је 37 осталих земаља објавило своје гласове. Разлог за ово су техничке потешкоће у моментима када је Португал требало да се укључи у директан пренос на -у.
5. ↑  Естонија је по распореду требало да своје гласове објави као 13. земља по реду, али је уместо тога гласала 39, након што је 38 осталих земаља објавило своје гласове. Разлог за ово су техничке потешкоће у моментима када је Естонија требало да се укључи у директан пренос на -у.
6. ↑  Грузија је по распореду требало да своје гласове објави као 30. земља по реду, али је уместо тога гласала 40, након што је 39 осталих земаља објавило своје гласове. Разлог за ово су техничке потешкоће у моментима када је Грузија требало да се укључи у директан пренос на -у.

### Коментатори
- Азербејџан — Камран Гулијев ( и , полуфинала и финале)‍[109]
- Албанија — Андрија Џаху (полуфинала и финале)
- Аустралија — Џулија Земиро и Сам Панг (полуфинала и финале)‍[110]
- Аустрија — Анди Кнол (полуфинала и финале)
- Белгија — холандски: Петер ван де Фајре и Ева Далеман ( и , полуфинала и финале);‍[111] француски: Жан-Луј Лае и Морин Луи (полуфинала и финале),‍[112] Оливије Жилан (финале)‍[113]
- Белорусија — Евгениј Перлин ( и , полуфинала и финале)‍[114]
- Бугарска* — Елена Розберг и Георги Кушваљев ( и , финале)‍[115]
- Грузија — Ладо Татишвили и Тамуна Мусеридзе (Први канал (GPB), полуфинала и финале)‍[116]‍[117]
- Грчка — Марија Козаку и Јоргос Капуцидис (и , полуфинала и финале)‍[118]
- Данска — Оле Тепхолм (полуфинала и финале);‍[119] знаковни језик (полуфинала и финале)‍[120]
- Естонија — Марко Рејикоп (полуфинала и финале); Март Јур и Андрус Кивирек (прво полуфинале и финале)‍[121]
- Израел – хебрејски/арапски титлови (Канал 1 и Канал 33, полуфинала и финале); Коби Менора (полуфинала и финале); Јувал Каспин (прво полуфинале); Тал Аргаман (друго полуфинале)‍[122]
- Ирска — Марти Вилан (полуфинала; финале); Шеј Бирн и Збишек Залински (друго полуфинале и финале)‍[123]‍[124]
- Исланд — Феликс Бергсон ( и , полуфинала и финале)‍[125]
- Италија — Марко Ардемањи и Филипо Солибело (, прво полуфинале (са закашњењем) и друго полуфинале (уживо); Rai Radio 2, полуфинала и финале); Федерико Русо и Валентина Цорејани (финале)‍[126]
- Јерменија — Арам Mp3 и Ерик Антаранијан (прво полуфинале); Вахе Канамиријан и Хермине Степанијан (друго полуфинале); Авет Барсегијан и Аревик Удумијан (финале)
- Канада* — Томи Д. и Адам Ролинс (полуфинала и финале)‍[127]
- Кина* — Кјуберт Ланг и Ву Цутонг (полуфинала и финале)‍[128]
- Кипар — Мелина Караџорџу (и , полуфинала и финале)‍[129]
- Летонија — Валтерс Фриденбергс (полуфинала и финале); Томс Гревинш (финале)‍[130]
- Литванија — Даријус Ужкурајитис ( и , полуфинала и финале)
- Мађарска — Габор Гундел Такач (полуфинала и финале)‍[131]‍[132]
- БЈР Македонија — македонски: Каролина Петковска (MRT 1, MRT Sat и Радио Скопље, полуфинала и финале); албански:  ( и , полуфинала и финале)‍[133]
- Малта —  (полуфинала и финале)
- Молдавија — Данијела Бабићи (и , полуфинала и финале)‍[134]
- Немачка — Петер Урбан (и , полуфинала; финале); знаковни језик (полуфинала и финале)‍[135]‍[136]
- Нови Зеланд* — без коментатора (полуфинала и финале)‍[137]
- Норвешка — Олав Виксмо Шлетан (полуфинала и финале);‍[138] Рони Бред Оса, Сиље Рајтен Норднес и Маркус Екрем Неби (финале);‍[139] Пар Шунднес (финале);‍[140] знаковни језик (полуфинала и финале)
- Пољска — Артур Оржех (TVP 1 и TVP Polonia (уживо), TVP Rozrywka и TVP HD (са једнодневним закашњењем), полуфинала и финале)‍[141]‍[142]
- Португал — Елдер Рејс и Рамон Галарза (, RTP Internacional и RTP África, прво полуфинале (са закашњењем), друго полуфинале и финале (уживо))‍[143]
- Румунија — Богдан Станеску (и , полуфинала и финале)‍[144]
- Русија — Јана Чурикова и Јуриј Аксјута (Први канал, полуфинала и финале)‍[145]
- Сан Марино — Лиа Фијорио и Ђиђи Рестиво (SMtv San Marino и Радио Сан Марино, полуфинала и финале)‍[146]
- Словенија — Андреј Хофер (РТВ СЛО 2, полуфинала; РТВ СЛО 1, финале; Радио Вал 202 и Радио Марибор, друго полуфинале и финале)‍[147]
- Србија — Душка Вучинић (РТС 1, РТС  и РТС , прво полуфинале и финале); Силвана Грујић (РТС 2 и РТС , друго полуфинале)‍[148]‍[149]‍[150]
- Уједињено Краљевство — Скот Милс и Мел Гидројс (полуфинала);‍[151] Ана Матронић (, прво полуфинале (са дводневним закашњењем), друго полуфинале (уживо));‍[152] Грејем Нортон (финале); Кен Брус (финале)‍[153]
- Украјина* — Тимур Мирошниченко и Татјана Терекова (Прва национална, полуфинала и финале)‍[154]
- Финска — фински: Ајно Тулинен и Кристал Сноу ( и , полуфинала и финале); шведски: Ева Франц и Јохан Линдрос ( и , полуфинала и финале)‍[155]
- Француска — Марева Галантер и Жереми Паре (прво полуфинале);‍[156] Стефан Берн и Маријана Џејмс (финале)‍[157]
- Холандија — Корналд Мас и Јан Смит (и , полуфинала и финале)‍[158]‍[159]
- Црна Гора — Дражен Бауковић и Тијана Мишковић (ТВЦГ 2, полуфинала и финале)‍[160]
- Чешка — Алеш Хама (полуфинала; финале)‍[161]
- Швајцарска — немачки: Свен Епини (полуфинала; финале); Петер Шнајдер и Габријел Фетер ( и , финале); француски: Жан-Марк Рихар и Николас Танер (RTS (онлајн), прво полуфинале; RTS Deux, друго полуфинале; , финале); италијански: Клариса Тами и Паоло Менегуци (друго полуфинале; финале)‍[162]‍[163]‍[164]
- Шведска — Сана Нилсен и Едвард аф Силен (полуфинала и финале);‍[165] Каролина Норен и Рони Ритерланд (полуфинала и финале)‍[166]
- Шпанија — Хосе Марија Ињихо и Хулија Варела (полуфинала; финале)‍[167]‍[168]

Напомене:

* Није земља учесница.

## Службени албум
је службени компилацијски албум такмичења одржаног 2015. године, који је саставила Европска радиодифузна унија, а 20. априла 2015. године издала кућа Universal Music Group. Албум садржи свих 40 песама изведених на Евросонгу 2015. године, укључујући полуфиналне нумере које нису добиле право учешћа у великом финалу.‍
| №               | Назив                  | Аутор(и) | Извођач                           | Трајање |  |
| 1.              | (Албанија)             | Музика: Арбер Ељшани и Кристијан Лекај Текст: Сокољ Марси                                                        | Ељхаида Дани                      | 3:00    |  |
| 2.              | (Јерменија)            | Музика: Армен Мартиросјан Текст: Ина Мкртчјан                                                                    | Genealogy                         | 3:02    |  |
| 3.              | (Аустрија)             | Музика и текст: Џими Хари, Доминик Мирер, Паул Естреља, Флоријан Мејндл и Маркус Крист                           | The Makemakes                     | 3:00    |  |
| 4.              | (Аустралија)           | Музика и текст: Гај Себастијан, Дејвид Рајан Херис и Луј Шорл                                                    | Гај Себастијан                    | 3:02    |  |
| 5.              | (Азербејџан)           | Музика: Николас Ребшер, Никлас Лиф и Лина Хансон Текст: Сандра Бјурман, Николас Ребшер, Никлас Лиф и Лина Хансон | Елнур Хусејнов                    | 2:59    |  |
| 6.              | (Белгија)              | Музика: Лук Кокс Текст: Лоак Ноте и Беверли Џо Скот                                                              | Лоак Ноте                         | 2:53    |  |
| 7.              | (Белорусија)           | Музика: Узари Текст: Герилана и Мајмуна                                                                          | Узари & Мајмуна                   | 3:03    |  |
| 8.              | (Швајцарска)           | Музика и текст: Мелани Рене                                                                                      | Мелани Рене                       | 3:02    |  |
| 9.              | (Кипар)                | Музика и текст: Мајк Конарис и Џон Карајанис                                                                     | Џон Карајанис                     | 3:03    |  |
| 10.             | (Чешка)                | Музика: Вацлав Ноид Барта Текст: Тереза Шоралова                                                                 | Марта Јандова & Вацлав Ноид Барта | 3:04    |  |
| 11.             | (Немачка)              | Музика и текст: Мајкл Харвуд, Ела Мекмехон и Тонино Специјале                                                    | Анзофи                            | 3:12    |  |
| 12.             | (Данска)               | Музика и текст: Реме и Чиф 1                                                                                     | Anti Social Media                 | 3:05    |  |
| 13.             | (Естонија)             | Музика и текст: Стиг Раста                                                                                       | Елина Борн & Стиг Раста           | 3:00    |  |
| 14.             | (Шпанија)              | Музика: Тони Санчез Олсон, Питер Бостром и Томас Џисон Текст: Тони Санчез Олсон                                  | Едурне                            | 3:04    |  |
| 15.             | (Финска)               | Музика и текст: PKN                                                                                              | PKN                               | 1:27    |  |
| 16.             | (Француска)            | Музика: Мишел Ијуз и Мојз Алберт Текст: Мојз Алберт и Лоре Изон                                                  | Лиза Анжел                        | 3:00    |  |
| 17.             | (Уједињено Краљевство) | Музика и текст: Дејвид Миндел и Адријан Бакс Вајт                                                                | Electro Velvet                    | 2:53    |  |
| 18.             | (Грузија)              | Музика: Нина Сублати и Томас Џисон Текст: Нина Сублати                                                           | Нина Сублати                      | 3:01    |  |
| 19.             | (Грчка)                | Музика: Ефтивулос Теохарус и Марија Елена Киријаку Текст: Вангелис Константинидис и Евелина Цијора               | Марија Елена Киријаку             | 2:56    |  |
| 20.             | (Мађарска)             | Музика: Арон Себастијан и Богларка Чемер Текст: Сара Хелен Бори                                                  | Боги                              | 2:57    |  |
| Укупно трајање: | Укупно трајање:        | Укупно трајање:                                                                                                  | Укупно трајање:                   | 58:43   |  |

| №               | Назив            | Аутор(и) | Извођач                           | Трајање |  |
| 1.              | (Ирска)          | Музика и текст: Моли Стерлинг и Грег Френч | Моли Стерлинг                     | 3:05    |  |
| 2.              | (Израел)         | Музика и текст: Дорон Медали | Надав Гуеђ                        | 3:00    |  |
| 3.              | (Исланд)         | Музика: Асгејр Ори Асгејрсон, Палми Рагнар Асгејрсон и Себор Кристијансон Текст: Асгејр Ори Асгејрсон, Палми Рагнар Асгејрсон, Себор Кристијансон и Марија Олафс | Марија Олафс                      | 3:04    |  |
| 4.              | (Италија)        | Музика и текст: Франческо Бочија и Чиро Томи Еспосито | Il Volo                           | 3:01    |  |
| 5.              | (Литванија)      | Музика и текст: Витаутас Бикус и Моника Љубинаите | Моника Линките & Вајдас Баумила   | 3:10    |  |
| 6.              | (Летонија)       | Музика и текст: Амината Савадого | Амината                           | 3:00    |  |
| 7.              | (Молдавија)      | Музика и текст: Ерик Левандер, Хејли Ејткен и Том Ендруз | Едуард Ромањута                   | 2:59    |  |
| 8.              | (Црна Гора)      | Музика: Жељко Јоксимовић Текст: Дејан Ивановић, Жељко Јоксимовић и Марина Туцаковић                                                                              | Кнез                              | 3:02    |  |
| 9.              | (БЈР Македонија) | Музика: Јоаким Персон и Роберт Билбилов Текст: Јоаким Персон | Данијел Кајмакоски                | 3:02    |  |
| 10.             | (Малта)          | Музика: Елтон Зарб Текст: Мет Муксу Мерсијека | Амбер Бондин                      | 2:59    |  |
| 11.             | (Холандија)      | Музика: Тобијас Карлсон Текст: Анук Теве | Трајнтје Остерхојс                | 3:03    |  |
| 12.             | (Норвешка)       | Музика и текст: Ћетил Мерланд | Мерланд & Дебра Скарлет           | 3:04    |  |
| 13.             | (Пољска)         | Музика: Јакуб Рачињски Текст: Моника Кушињска | Моника Кушињска                   | 2:56    |  |
| 14.             | (Португал)       | Музика и текст: Мигел Гамеиро | Леонор Андраде                    | 3:00    |  |
| 15.             | (Румунија)       | Музика и текст: Калин Гоја, Габријел Константин, Адријан Кристеску, Силвију Маријан Падурару и Виктор Разван Алстари                                             | Voltaj                            | 3:00    |  |
| 16.             | (Србија)         | Музика: Владимир Граић Текст: Чарли Мејсон | Бојана Стаменов                   | 2:55    |  |
| 17.             | (Русија)         | Музика и текст: Габријел Аларес, Леонид Гуткин, Јоаким Бјорнберг, Катрина Норберген и Владимир Матетски                                                          | Полина Гагарина                   | 3:07    |  |
| 18.             | (Шведска)        | Музика и текст: Алтон Малмберг Хорд аф Сегерстад, Џој Деб и Линеа Деб                                                                                            | Монс Селмерлев                    | 3:11    |  |
| 19.             | (Словенија)      | Музика: Алеш Вовк и Марјетка Вовка Текст: Алеш Вовк и Чарли Мејсон                                                                                               | Maraaya                           | 2:58    |  |
| 20.             | (Сан Марино)     | Музика: Ралф Зигел Текст: Џон О’Флин | Микеле Перниола & Анита Симончини | 3:01    |  |
| Укупно трајање: | Укупно трајање:  | Укупно трајање: | Укупно трајање:                   | 60:37   |  |

### Музички успеси и цертификати
| Топ листа (2015) | Највиша позиција |
| ---------------- | ---------------- |
| ()‍               | 4                |
| ()‍               | 17               |